# 여수엑스포역
여수엑스포역(Yeosu-EXPO station, 麗水엑스포驛)은 전라남도 여수시 덕충동에 있는 전라선의 철도역이자 종착역이다. 인근에 여수차량사업소가 있다.
KTX, SRT, ITX-새마을, ITX-마음, 무궁화호, 남도해양열차가 정차하며 전라선 열차는 이 역을 기·종점으로 운행된다. 한국철도공사의 전산망에는 여수EXPO(영문: Yeosu-EXPO)로 등록되어 있고, 철도물류정보시스템에는 엑스포로 등록되어 있다. 인근에 돌산도 및 여러 해수욕장이 있어서 피서철이 되면 많은 관광객들이 이용을 하며, 순천 및 여수국가산단을 잇는 철도수송의 중요한 역할을 하고 있다.
전라선 복선 전철화 사업에 맞춰 2009년 12월 23일에 기존 위치보다 북쪽으로 역사를 옮겼으며, 기존 여수역 부지는 철거되어 2012년 세계 박람회 부지로 쓰였다. 구 여수역은 ‘가문의 영광’의 촬영지이기도 하다. 이 역부터 익산역까지 모두 지상 구간이다. KTX는 심야에 1편성이 주박한다. KTX-산천은 심야에 2편성이 주박한다. ITX-새마을은 심야에 1편성이 주박한다. 무궁화호는 심야에 6편성이 주박한다.

## 역사
- 1936년 10월 25일 : 무인역 여수역으로 개업
- 1945년 8월 15일 : 여수항역 폐지. 일본과 연결 운수 중지
- 1971년 9월 1일 : 무연탄 화물 도착역 지정[2]
- 1980년 6월 12일 : 역사 신축 착공
- 1980년 12월 27일 : 역사 신축 준공
- 1998년 12월 1일 : 전라선 완행열차 비둘기호 운행중단
- 2006년 5월 1일 : 소화물 취급 중지
- 2009년 10월 31일 : 화물 취급 중지[3]
- 2009년 12월 23일 : 역사 이전(공화동 → 덕충동)
- 2011년 10월 1일 : 역명 변경(여수역 → 여수엑스포역)
- 2011년 10월 5일 : KTX 정차
- 2013년 9월 27일 : 남도해양열차 정차
- 2014년 6월 1일 : ITX-새마을 정차
- 2016년 12월 9일 : 누리로 정차
- 2018년 6월 30일 : 누리로 운행 종료
- 2023년 9월 1일 : ITX-마음, SRT 정차 개시.

## 역 구조
이 역은 목포역, 인천역과 같은 터미널형 승강장으로, 2면 4선(여객)으로 운용된다. 다만 목포역, 인천역과 달리 수서평택고속선 수서역같이 승강장이 이어진 부분에 역사가 있고, 승강장이 이어진 부분을 통해 승강장 출입이 가능한 구조다.

### 승강장
| ↑여천                    |
| １２ \| ３４ \| 시종착역 |

| 번호 | 노선   | 열차                             | 행선지                           |
| ---- | ------ | -------------------------------- | -------------------------------- |
| 1~4  | 전라선 | KTX · SRT                        | 순천 · 용산 · 수서 · 행신 방면   |
| 1~4  | 전라선 | ITX-새마을 · ITX-마음 · 무궁화호 | 순천 · 익산 · 서대전 · 용산 방면 |
| 1~4  | 전라선 | 남도해양열차                     | 순천 · 익산 · 서대전 · 서울 방면 |

## 인접한 역
이 역을 운행하는 열차는 대부분 용산역과 익산역을 기점으로 운행하고 있다. 행신역으로는 하루 4회 운행한다.
| 전라선         | 전라선                 | 전라선    |
| -------------- | ---------------------- | --------- |
| 여천 행신 방면 | KTX 전라선             | 시·종착역 |
| 여천 용산 방면 | KTX 전라선 서대전 경유 | 시·종착역 |
| 여천 수서 방면 | SRT 전라선             | 시·종착역 |
| 여천 용산 방면 | ITX-새마을 전라선      | 시·종착역 |
| 여천 용산 방면 | ITX-마음 전라선        | 시·종착역 |
| 여천 용산 방면 | 무궁화호 전라선        | 시·종착역 |
| 여천 서울 방면 | 남도해양열차           | 시·종착역 |

## 역명 논란
2012년 세계 박람회를 맞아서 여수역을 현 여천역 자리로 이전하고 현 위치에 여수엑스포역을 신설하자고 김충석 여수시장이 제안을 하였으나 대부분 여수시민들은 반대하였고, 여천 지역 주민들도 역명 변경에 대해 여론이 조성되지 않아 지지부진 하다가 2012년 세계 박람회를 앞두고 김충석 여수시장이 재추진하자 여수역 역사성, 시의 중심축이 여천으로 갔다는 지적의 오류, 여수 시민들과 여수시의회 반발로 인하여 여수역을 현 여천역으로 이전하는 일은 추진이 중단되었고 엑스포 기간이 종료 이후 논의를 통해 조정하기로 하였다. 이에 대해 여수시, 한국철도공사 간에는 여수역 명칭을 그대로 존속하기로 사전 합의가 되어 있었다. 역 좌측 100미터 지점에 제주항, 일본행 여객선과 국제 크루즈 선박 접안이 가능한 통합여객터미널이 있다. 부정기 여객선 오렌지호가 제주항 노선 취항을 중단하였으나 2015년 9월 15일부터 한일고속 한일골드스텔라호가 제주항 노선으로 취항하면서 전라선을 통해 제주로 화물수송과 차량 및 여객수송이 가능하게 되었다. 연안 도서지역 여객선의 경우에는 여수연안여객선터미널에서 운행된다.

## 같이 보기
- 목포역 (대한민국 최서단 역)
- 기성역 (대한민국 최동단 역)
- 제진역 (대한민국 최북단 역)
- 연천역 (대한민국 여객취급역 중 최북단 역)

## 갤러리

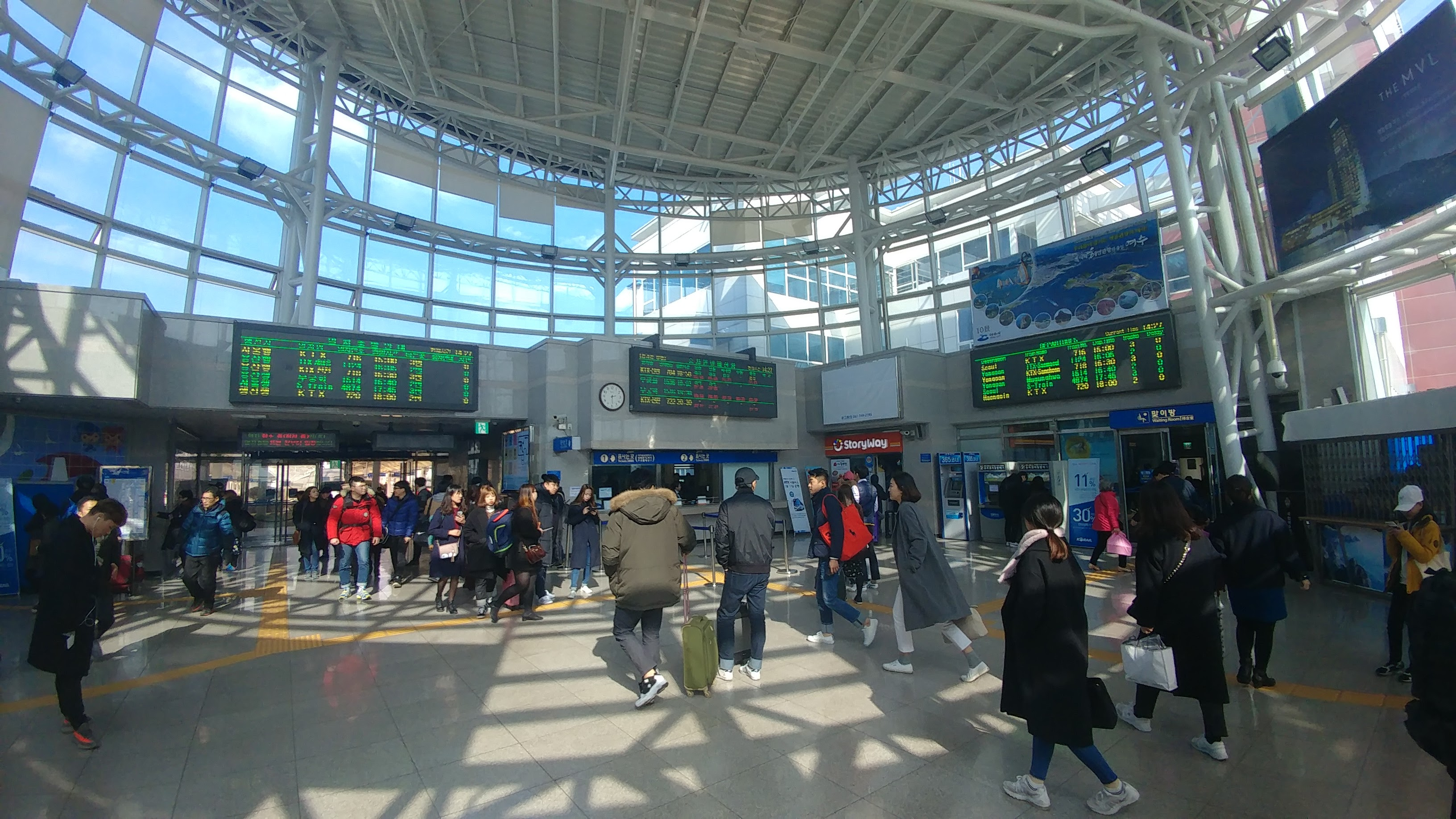
여수엑스포역 내부